# Roccaforte Mondovì
Roccaforte Mondovì (piemontiul és okcitánul: Rocafòrt) település Olaszországban, Piemont régióban, Cuneo megyében. Lakosainak száma 2064 fő (2023. január 1.). Roccaforte Mondovì Briga Alta, Chiusa di Pesio, Frabosa Sottana, Magliano Alpi, Pianfei, Villanova Mondovì és Ormea községekkel határos.

## Népesség
A település lakossága az elmúlt években az alábbi módon változott:
| Lakosok száma | 2143 | 2140 | 2064 |
|               | 2017 | 2018 | 2023 |